# 7 Minutes
7 Minutes è un singolo del cantautore australiano Dean Lewis, pubblicato il 18 gennaio 2019 come secondo estratto dal primo album in studio A Place We Knew.
Lewis ha rivelato a Triple J "La canzone è nata all'interno di un taxi di Londra un paio di anni fa dopo una discussione con una ragazza con cui mi frequentavo all'epoca... la frase 'Is it too late to turn around, I'm already halfway out of town' mi è venuta in mente mentre ero seduto all'interno di quell'Uber a metà strada da casa mia e casa sua." Lewis ha aggiunto "La canzone racconta l'incontrare qualcuno, costruire dei ricordi con quella persona e poi avere dei rimpianti.".
Nel brano c'è un riferimento a "Chasing Cars" degli Snow Patrol.
Agli ARIA Music Awards del 2019, il brano è stato nominato come Song of the Year.

## Video musicale
Il video musicale è stato pubblicato il 6 marzo 2019 sul canale Vevo-YouTube del cantante.

## Accoglienza
Peter Tuscan di The Music Network ha affermato "'7 Minutes ha tutti gli ingredienti per diventare un successo. Versi che arrivano al cuore musicalmente parlando e un ritornello che rimane impresso, conducono a un bridge trionfante."
Al Newstead, della ABC, ha dichiarato che "7 Minutes" racconta un amore perduto, con un sound acustico che si sviluppa in un climax commovente di trappola e armonie vocali drammatiche che piaceranno sicuramente ai fan di Vance Joy, Mumford e Sons."

## Esibizioni dal vivo
Il 18 marzo 2019, Dean Lewis si è esibito con "7 Minutes" e "Stay Awake" al Jimmy Kimmel Live!.

## Classifiche

### Classifiche settimanali
| Classifiche (2019)               | Picco |
| -------------------------------- | ----- |
| Australia (ARIA)                 | 10    |
| Belgio (Ultratip Flanders)       | 28    |
| Irlanda (IRMA)                   | 53    |
| Lituani (AGATA)                  | 66    |
| Nuova Zelanda Hot Singles (RMNZ) | 5     |
| Svezia (Sverigetopplistan)       | 65    |

### Classifiche di fine anno
| Classifica (2019) | Posizione |
| ----------------- | --------- |
| Australia (ARIA)  | 45        |